# Gondreville, Loiret
Gondreville är en kommun i departementet Loiret i regionen Centre-Val de Loire strax norr Frankrikes mitt. Kommunen ligger i kantonen Ferrières-en-Gâtinais som tillhör arrondissementet Montargis. År 2022 hade Gondreville 329 invånare.

## Befolkningsutveckling
Antalet invånare i kommunen Gondreville
| Referens: INSEE |